# Leptodactylus bolivianus
Leptodactylus bolivianus är en groddjursart som beskrevs av George Albert Boulenger 1898. Leptodactylus bolivianus ingår i släktet Leptodactylus och familjen tandpaddor. IUCN kategoriserar arten globalt som livskraftig. Inga underarter finns listade i Catalogue of Life.